# Джумада-аль-авваль
Джумада-аль-авваль — п'ятий місяць мусульманського місячного календаря. (Інша назва місяця — Джумада-аль-уля). У місяці 29 днів. Слово «джумада» походить від дієслова «замерзати». Цей місяць є зимовим
| за хіджрою                          | перший день     | останній день   |
| ----------------------------------- | --------------- | --------------- |
| 1431                                | 15 квітня 2010  | 14 травня 2010  |
| 1432                                | 5 квітня 2011   | 3 травня 2011   |
| 1433                                | 24 березня 2012 | 21 квітня 2012  |
| 1434                                | 13 березня 2013 | 10 квітня 2013  |
| 1435                                | 2 березня 2014  | 31 березня 2014 |
| 1436                                | 20 лютого 2015  | 20 березня 2015 |
| 1437                                | 10 лютого 2016  | 9 березня 2016  |
| Джумада-аль-авваль від 2010 до 2016 |                 |                 |